# قائمة محركات البحث على شبكة الإنترنت
لمعرفة محركات البحث الأكثر شعبية على شبكة الإنترنت أنظر الحصة السوقية
محركات البحث في الجداول السفلية للمقارنة ويسرد الجدول الأول الشركات وراء تطوير كل محرك والحجم والدعم الإعلاني وتحديد طبيعة البرامج المستخدمة سواء مفتوحة المصدر أو كبرمجيات احتكارية، الجدول الثاني يسرد جوانب الخصوصية جنبا إلى جنب مع المعايير الفنية الأخرى مثل ما إذا كان المحرك يوفر التخصيص، الجدول الثالث يصف قدرة كل محرك على التتبع .
لم يتم سرد العديد من خدمات البحث بما في ذلك ما عفا عنه الزمن .

## نتائج البحث
| محرك البحث                           | الشركة                           | رخصة التوزيع للبرمجيات | تشغيل مقيد لجافا سكريبت | الصفحات المفهرسة | الاستعلامات اليومية المباشرة | تعداد النتائج | اعلانات |
| ------------------------------------ | -------------------------------- | ---------------------- | ----------------------- | ---------------- | ---------------------------- | ------------- | ------- |
| بايدو Baidu                          | بايدو Baidu                      | مُحتكرة                 | لا                      | غير معروف        | غير معروف                    | نعم           | نعم     |
| بينج Bing                            | ميكروسوفت Microsoft              | مُحتكرة                 | لا                      | 13.5 بليون       | غير معروف                    | نعم           | نعم     |
| دك دك غو DuckDuckGo                  | دك دك غو DuckDuckGo              | Mixed                  | لا                      | غير معروف        | 10 مليون                     | لا            | اختياري |
| جيجا بلاست Gigablast                 | Independent                      | حُرّ                     | لا                      | >1 بليون         | غير معروف                    | نعم           | لا      |
| بحث جوجل Google Search               | جوجل Google                      | مُحتكرة                 | لا                      | 40 بليون         | 319 مليون                    | نعم           | نعم     |
| محرك بحث سوسو الصيني Soso.com        | تينسنت                           | مُحتكرة                 | لا                      | غير معروف        | غير معروف                    | لا            | لا      |
| Startpage (and Ixquick)              | Ixquick                          | مُحتكرة                 | لا                      | غير معروف        | 3.4 مليون                    | نعم           | لا      |
| ياسي YaCy                            | Independent, حوسبة موزعة, ند لند | حُرّ                     | لا                      | غير معروف        | غير معروف                    | نعم           | لا      |
| محرك بحث ياهو! Yahoo! Search         | ياهو!                            | مُحتكرة                 | لا                      | 10 بليون         | غير معروف                    | نعم           | نعم     |
| محرك بحث ياندكس الروسي Yandex Search | ياندكس                           | مُحتكرة                 | لا                      | >2 billion       | غير معروف                    | نعم           | نعم     |

1. ↑  على افتراض 9.9 بليون بحث شهريا بالمتوسط واستخدام 31 كطول متوسط للشهر

## الحقوق الرقمية
| محرك البحث                           | مواقع الخوادم «Server's»   | الخوادم المخصصة | مركز البيانات «Data center» | الحوسبة السحابية «Cloud computing» | توفر أتش تي تي بي إس «HTTPS»               | تور (شبكة مجهولة) توفر بوابات «gateway» | توفر روابط بحث خدمة وكيلة | الرقابة على الإنترنت (الدول) |
| ------------------------------------ | -------------------------- | --------------- | --------------------------- | ---------------------------------- | ------------------------------------------ | --------------------------------------- | ------------------------- | ---------------------------- |
| بايدو Baidu                          | الصين/اليابان              |                 |                             |                                    | لا                                         | لا                                      | غير معروف                 | الصين                        |
| بينج Bing                            | الولايات المتحدة/الصين     | نعم             |                             |                                    | نعم(SSL blocked in China)                  | لا                                      | غير معروف                 | الصين                        |
| دك دك غو DuckDuckGo                  | الولايات المتحدة الأمريكية | لا              | Verizon Internet Services   | أمازون إي سي 2                     | نعم                                        | نعم                                     | لا                        | لا                           |
| جيجا بلاست Gigablast                 | الولايات المتحدة الأمريكية |                 |                             |                                    | نعم                                        | نعم                                     | لا                        | غير معروف                    |
| بحث جوجل Google Search               | الولايات المتحدة الأمريكية | نعم             |                             |                                    | نعم بشكل افتراضي إذا تم الدخول (signed in) | لا                                      | غير معروف                 | الأرجنتين, الصين             |
| محرك بحث سوسو الصيني Soso.com        | الصين                      |                 |                             |                                    | لا                                         | لا                                      | غير معروف                 | الصين                        |
| Startpage (and Ixquick)              | هولاندا\الولايات المتحدة   | نعم             | yes                         | No                                 | نعم بشكل افتراضي                           | لا                                      | نعم                       | غير معروف                    |
| محرك بحث ياهو! Yahoo! Search         | الولايات المتحدة الأمريكية | جُزئيٌّ            |                             |                                    | نعم                                        | لا                                      | غير معروف                 | الأرجنتين                    |
| محرك بحث ياندكس الروسي Yandex Search | روسيا                      | نعم             |                             |                                    | نعم                                        | لا                                      | غير معروف                 | غير معروف                    |

### تتبع
| محرك بحث                             | ملف تعريف ارتباط | النتائج الشخصية (Personalized results) | تتبع عنوان أي بي (IP Tracking) | مشاركة المعلومات (Information sharing) | مختطف متصفح (Browser hijacking) |
| ------------------------------------ | ---------------- | -------------------------------------- | ------------------------------ | -------------------------------------- | ------------------------------- |
| بايدو Baidu                          | نعم              | غير معروف                              | غير معروف                      | غير معروف                              | غير معروف                       |
| بينج Bing                            | غير معروف        | غير معروف                              | نعم                            | نعم                                    | نعم                             |
| دك دك غو DuckDuckGo                  | لا               | لا                                     | لا                             | لا                                     | لا                              |
| جيجا بلاست Gigablast                 | غير معروف        | لا                                     | لا                             | لا                                     | لا                              |
| بحث جوجل Google Search               | غير معروف        | Default                                | نعم                            | نعم                                    | نعم                             |
| محرك بحث سوسو الصيني Soso.com        | نعم              | غير معروف                              | غير معروف                      | غير معروف                              | غير معروف                       |
| Startpage (and Ixquick)              | لا               | لا                                     | لا                             | لا                                     | لالا                            |
| محرك بحث ياهو! Yahoo! Search         | غير معروف        | غير معروف                              | نعم                            | نعم                                    | نعم                             |
| محرك بحث ياندكس الروسي Yandex Search | غير معروف        | نعم                                    | غير معروف                      | لا                                     | غير معروف                       |

1. ↑  The results of the search are arranged for the user in accordance to his/her interests as determined from previous search queries or other information available to the search engine.
2. 1 2 3 4  Statement cannot be verified to be actual true as the information is handled by servers not accessed by the public.
3. ↑  Tracking the user has to be conducted in order to provide personalized search results.